# Lake Grove (Nowy Jork)
Lake Grove – wieś w Stanach Zjednoczonych, w stanie Nowy Jork, w hrabstwie Suffolk.